# Tamborina affinis
Tamborina affinis är en insektsart som först beskrevs av Lucien Chopard 1925.  Tamborina affinis ingår i släktet Tamborina och familjen syrsor. Inga underarter finns listade i Catalogue of Life.